# سمامة النخيل الأسيوية
سمامة النخيل اسيوية (الاسم العلمي: Cypsiurus balasiensis) (بالإنجليزية: Asian Palm Swift) هو طائر ينتمي إلى سمامة (فصيلة: Apodidae).